# Franklin Lucena
Franklin José Lucena Peña (Acarigua, Estado Portuguesa, Venezuela; 20 de febrero de 1981) es un exfutbolista y entrenador venezolano. 
Jugaba como defensa y su último equipo fue el Portuguesa Fútbol Club de la Primera División de Venezuela. Fue durante años pieza importante del Caracas Fútbol Club, hasta su salida en 2013 al equipo litoral, donde porta la banda de capitán. 
Fue habitual internacional con la selección de Venezuela, habiendo participado en las Eliminatorias de 2010 y 2014. También participó en la Copa América 2011 donde alcanzó el cuarto lugar y erró el penalti que significó la descalificación en semifinales. Posee un único gol con su combinado nacional, anotado el 11 de febrero de 2015 ante Honduras.
Es medio hermano del futbolista Ronaldo Lucena.

## Biografía
De madre llamada Isabel Peña (Del Municipio de Ospino Estado Portuguesa) y padre Coromoto Lucena (De la Ciudad de Acarigua Estado Portuguesa), sus dos hermanos, Pedro Lucena y Jonnhy Lucena fueron futbolistas profesionales y el último disputó partidos con la selección venezolana en la época de José Omar Pastoriza. Mientras que su hermano Jonnhy estaba en el Caracas Fútbol Club, participa en las categorías inferiores del Caracas Fútbol Club gracias al incentivo de este.
Salió campeón con la sub-16 en el Portuguesa Fútbol Club. En Llaneros de Guanare disputa un semestre en la Segunda División de Venezuela. En el Deportivo Táchira participó por vez primera en un torneo internacional y fue pupilo de César Farías quien pasaría a ser su seleccionador habitual con Venezuela.
Para la temporada 2006/07 fue transferido al rival del aurinegro, el Caracas Fútbol Club. El llanero generalmente disputaba todos los partidos con el equipo rojo como contención. Desde el año 2010 hasta su ida, Franklin, ejerce como segundo capitán del equipo. A partir de la salida de José Manuel Rey del Caracas FC, en diciembre de 2010, Lucena, empieza a disputar constantemente sus partidos como defensa central.
El 11 de diciembre de 2011 en el clásico ante el Deportivo Táchira en el Polideportivo Pueblo Nuevo sufre una rotura del ligamento cruzado de la rodilla izquierda en el minuto 74 que lo deja fuera de las canchas por 6 meses, perdiéndose así todo el Torneo Clausura 2012 y dos partidos de Eliminatorias con Venezuela. El 15 de julio de 2012 vuelve a las canchas en un partido de pretemporada contra el Atlético Venezuela disputando el primer tiempo. También, con el Caracas Fútbol Club se consolida como defensa central. El 4 de octubre pidió cobrar el último penalti al segundo entrenador en el partido de octavos de final de la Copa Venezuela 2012 que le dio la clasificación a su equipo ante el Mineros de Guayana. Sin embargo, en los cuartos de final de dicho torneo, falló el penalti decisivo contra el Real Esppor Club, dejando a su equipo eliminado.  Después de disputar 1080 minutos y marcar un gol en el Torneo Apertura 2012, fue fichado por el Real Esppor Club para formar parte de un proyecto a corto plazo.
Asumió su primera temporada con el Real Esppor como capitán del equipo. Disputó quince de los diecisiete partidos del Torneo Clausura 2013 y anotó un gol en la derrota 1-3 contra Trujillanos. Su equipo finalizó de undécimo en la tabla de posiciones obteniendo el cupo a la Serie Pre-Sudamericana de la cual el conjunto capitalino acabó eliminado en primera ronda.
La siguiente campaña el Real Esppor pasaría a llamarse Deportivo La Guaira para incentivar la asistencia a los estadios. Lucena, a pesar de tener un nuevo compañero experimentado, como Renny Vega, mantenía la banda de capitán. En esta temporada, el equipo de Franklin alcanzaría la duodécima posición, otorgándole el derecho a participar nuevamente en la Serie Pre-Sudamericana 2014, en la cual obtienen el cupo a la Copa Sudamericana tras pasar por Tucanes de Amazonas, y Carabobo Fútbol Club por medio de tanda de penales, donde Lucena anotaría el primero. Jugó 33 partidos, anotó 5 goles, y recibió 15 tarjetas amarillas, cifra récord en su carrera.
Para la temporada 2014/15, el Deportivo La Guaira y su capitán cuajaron un excelente primer semestre. Lucena retrasaría su posición a defensor central. Tras haber disputado pocos partidos en el campeonato local, Franklin, volvería a disputar un torneo continental; esta vez la Copa Sudamericana 2014, de la cual no jugaba desde el 2010. La Guaira parecía ser el equipo venezolano más débil del torneo, sin embargo dio la cara ante el campeón colombiano, Atlético Nacional, perdiendo en el global 2-1. Después de la eliminación, el equipo litoral sorprendía a propios y a extraños. Luchaba el campeonato del Torneo Apertura 2014 con Trujillanos, y disputaría la final de la Copa Venezuela 2014 contra el mismo rival. Vencerían la última, en el Estadio José Alberto Pérez de Valera, el global acabó 2-2 y por medio de los penaltis se resolvería. Lucena iba a ser el encargado de cobrar el quinto penal, pero no hizo falta. De esta manera, el jugador llanero gana su primer título como capitán y levanta el trofeo ante un estadio vacío por la decepción, asimismo obtienen el cupo a la Copa Sudamericana 2015. El siguiente semestre, La Guaira bajaría su nivel. El 25 de febrero de 2015, convierte su primer doblete en su carrera, tras dos goles desde el punto penal en la derrota contra el Aragua 3-2. Actualmente, el capitán y pateador de penaltis del equipo litoral, se encuentra con 26 partidos jugados y 7 goles.

### Once Caldas
En el 2015 Llega al Once Caldas de Manizales, campeón de la Copa Libertadores de 2004. Marca su primer gol con el blanco blanco el 6 de febrero de 2016 frente a Alianza petrolera. En la victoria 3-1 de su equipo.
Su estancia en el equipo de Manizales sería de un año, dejando el equipo blanco con dos muy buenas temporadas en la zona defensiva.

## Clubes

### Como jugador
| Club                | País      | Año         | PJ  | Goles |
| ------------------- | --------- | ----------- | --- | ----- |
| Portuguesa FC       | Venezuela | 2001 - 2002 |     |       |
| Deportivo Táchira   | Venezuela | 2002 - 2006 | 53  | 0     |
| Caracas FC          | Venezuela | 2006 - 2012 | 191 | 11    |
| Deportivo La Guaira | Venezuela | 2012 - 2015 | 21  | 3     |
| Once Caldas         | Colombia  | 2015 - 2016 | 39  | 1     |
| Deportivo La Guaira | Venezuela | 2016 - 2017 | 33  | 1     |
| Portuguesa FC       | Venezuela | 2017 - 2020 | 69  | 5     |

### Como entrenador
| Club                  | País      | Año  |
| --------------------- | --------- | ---- |
| Estudiantes de Mérida | Venezuela | 2023 |

## Selección nacional
Formó parte de la selección nacional en el Sudamericano sub-20 de 2003. Debuta con las Selección de fútbol de Venezuela ante México en la época de Richard Páez. Su debut con Venezuela en partido oficial fue el 15 de octubre de 2008 ante Ecuador para las Eliminatorias para el Mundial 2010 acompañando en el mediocampo a Tomás Rincón.
En julio, disputa la Copa América 2011, con el dorsal 14, donde cuajó una buena actuación en el mediocampo junto a Tomás Rincón. Las semifinales de dicho torneo fueron el 20 de julio, día en el que Venezuela se enfrentó a Paraguay, el partido terminó 0-0; en la tanda de penaltis Franklin Lucena cobra el cuarto lanzamiento que termina en las manos del arquero Justo Villar, debido a esto acaba la serie 5-3 y Paraguay clasifica a la final. El mediocampista vinotinto, anuncia que el fallo ocurrió porque a medio camino cambió la dirección previamente pensada por él.
Regresa a la selección nacional, después de su larga lesión, el 15 de agosto de 2012 contra Japón en el Sapporo Dome. Participa en los siguientes tres partidos de Eliminatorias, donde demostró que su poderío físico no había disminuido.
Actualmente, es convocado habitualmente por el seleccionador Noel Sanvicente, con quien logró varios títulos en el Caracas Fútbol Club. Lo ha utilizado como mediocampista defensivo y como defensor central, tanto como de recambio como de titular. En este proceso, marcó su primer gol con la Selección de Venezuela el 11 de febrero de 2015, tras un gol de cabeza en el minuto 16' contra Honduras en el Estadio Agustín Tovar de Barinas, Lucena, emergió como capitán en este compromiso, acompañado de jugadores del torneo local.

### Participaciones en Eliminatorias al Mundial
| Eliminatorias                 | Resultado |
| ----------------------------- | --------- |
| Eliminatorias Mundial de 2010 | 8° lugar  |
| Eliminatorias Mundial de 2014 | 6° lugar  |
| Eliminatorias Mundial de 2018 | 10° lugar |

### Participaciones en Copa América
| Copa América      | Sede      | Resultado      | Partidos | Goles |
| ----------------- | --------- | -------------- | -------- | ----- |
| Copa América 2011 | Argentina | Cuarto puesto  | 4        | 0     |
| Copa América 2015 | Chile     | Fase de grupos | 2        | 0     |

## Características de juego
Como volante de contención es un jugador de juego físico, disciplinado tácticamente, con carácter y una notable inteligencia defensiva que se puede notar en su capacidad de anticipación del movimiento rival, el momento que realiza la presión o mete el pie. Tiene la capacidad de distribuir el juego con tranquilidad, aunque no destaca por la precisión de sus pases. A pesar de sus características, recibe pocas tarjetas amarillas, en comparación con jugadores similares.
Últimamente se ha desarrollado más en la posición de defensor central, donde resalta su experiencia a través del posicionamiento y la salida. Funge como cobrador de penaltis después del fallo en la Copa América 2011 que costo la derrota de Venezuela ante Paraguay en semifinales.

## Palmarés
| Título                        | Club                | País      | Año       |
| ----------------------------- | ------------------- | --------- | --------- |
| Primera División de Venezuela | Caracas Fútbol Club | Venezuela | 2008-2009 |
| Copa Venezuela                | Caracas Fútbol Club | Venezuela | 2009      |
| Primera División de Venezuela | Caracas Fútbol Club | Venezuela | 2009-2010 |
| Copa Venezuela                | Deportivo La Guaira | Venezuela | 2014      |